# Super RTL
 (janvier 2022).
Si vous disposez d'ouvrages ou d'articles de référence ou si vous connaissez des sites web de qualité traitant du thème abordé ici, merci de compléter l'article en donnant les références utiles à sa vérifiabilité et en les liant à la section « Notes et références ».
 (janvier 2022).
Améliorez-le ou discutez des points à vérifier. 
Super RTL est une chaîne de télévision thématique commerciale privée allemande pour la jeunesse à destination de l'Europe germanophone.

## Histoire de la chaîne
Super RTL a lancé ses émissions le 28 avril 1995 et depuis 1998, elle cible les 3-13 ans, alors que la période du primetime se concentre sur la famille en général.
Le 1er mai 2013, la direction de la chaîne annonce le départ du représentant de Disney Channel à son comité de direction et de l'arrivée d'un directeur d'ESPN, autre filiale de Disney, pouvant présager du contenu sportif sur la chaîne. Le 26 mai 2013, la chaîne signe un contrat de 5 ans avec DreamWorks pour diffuser des émissions et films de leur catalogue et compenser la perte des productions Disney. Le 26 juin 2013, Super RTL annonce une réduction d'effectifs en prévision de la compétition due au renommage de Das Vierte en Disney Channel prévu en janvier 2014.
Le 3 mars 2021, Disney annonce la vente de sa participation dans Super RTL pour se retirer de la télévision traditionnelle au profit de Disney+.
Le 15 août 2023, la chaîne Super RTL Primetime devient RTL Super.

## Organisation
Super RTL emploie 120 collaborateurs.

### Dirigeants
Directeur :
- Claude Schmit.

### Capital
Jusqu'en 2021, la chaîne était  détenue à parité par  RTL Deutschland, filiale à 100 % de RTL Group, qui possède 50 % de son capital, et The Walt Disney Company qui possède les autres 50 %. Elle appartient  à RTL Group depuis le rachat d'actifs de son co-actionnaire en juin 2021.

## Identité visuelle

### Super RTL/RTL Super

Logo de Super RTL du 28 avril 1995 au 29 août 1997
Logo de Super RTL du 30 août 1997 au 6 septembre 2008
Logo de Super RTL du 7 septembre 2008 au 13 octobre 2013
Logo de Super RTL HD du 1er mai 2012 au 13 octobre 2013
Logo de Super RTL du 14 octobre 2013 au 13 août 2019
Logo de Super RTL HD du 14 octobre 2013 au 13 août 2019
Logo de Super RTL du 14 août 2019
Logo de Super RTL Primetime du 14 août 2019 au 15 août 2023
Logo alternatif de Super RTL du 2020
Logo de RTL Super Prime Time depuis le 15 août 2023 (20:15) [7]

### Toggo

Logo de Toggo de 2001 au 6 janvier 2008
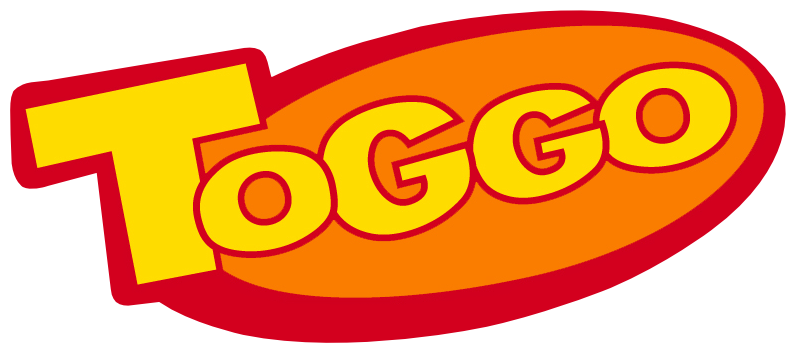
Logo de Toggo de 7 janvier 2008 au 3 janvier 2014
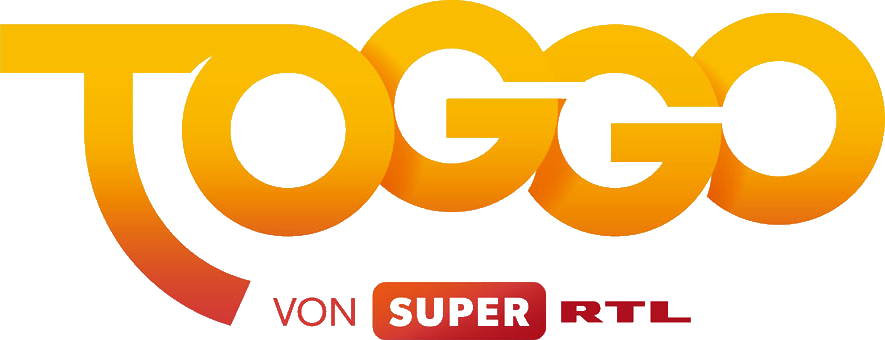
Logo de Toggo de 3 janvier 2014 au Juin 2019
Logo de Toggo depuis juin 2019
Logo de Toggo Plus de 4 juin 2016 au Juin 2019
Logo de Toggo Plus depuis juin 2019[7]

## Diffusion
RTL Super est diffusée sur la télévision numérique terrestre allemande, le câble, le satellite Astra et sur la télévision IP de Vodafone. Elle est aussi diffusée par câble et satellite en Autriche et en Suisse avec des fenêtres publicitaires locales.